# Zentromedulläres Syndrom
Ein Zentromedulläres Syndrom ist eine Erkrankung des Rückenmarkes mit Lähmungserscheinungen und gilt als das häufigste der unvollständigen (inkompletten) Querschnittssyndrome.
Bei dieser Erkrankung ist die Rückenmarksubstanz um den Zentralkanal herum geschädigt.
Die obere Extremität ist motorisch deutlich stärker betroffen als die untere, auch besteht häufig eine Blasenentleerungsstörung mit Restharnbildung. Leitsymptome sind anfangs umschriebene (selektive) dissoziierte Sensibilitätsstörung, fortschreitender Verlauf mit späterem Ausfall der Alpha-Motoneurone in der Vorderhornzelle und eventuell Mitbeteiligung des Seitenhorns.
Synonyme sind: englisch Central Cord Syndrom; (CCS)
Die Erstbeschreibung stammt aus dem Jahre 1954 durch die durch die US-amerikanischen Ärzte Richard C. Schneider, Glenn Cherry und Henry Pantek.

## Pathologie
Die Schädigung kann – je nach Ursache – symmetrisch oder asymmetrisch sein und sowohl in ihrer Höhen- als auch Breiten- und Tiefenausdehnung stark variieren. Geschädigt können verschiedene Abschnitte des Rückenmarkes sein, meist sind die Hinterstränge nicht betroffen.
Auf Höhe der Schädigung besteht eine schlaffe Lähmung mit Muskelschwund, unterhalb eine spastische Parese und dissoziierte Sensibilitätsstörung.

## Verbreitung
Die Häufigkeit wird mit 15–25 % angegeben. Bei einem Rückenmarkstrauma findet sich in etwa 9 % der Erwachsenen und etwa 7 % der Kinder ein zentromedulläres Syndrom.
Liegt ein Trauma zugrunde, ist häufig die Halswirbelsäule betroffen (Schleudertrauma). Typischerweise handelt es sich entweder um ältere Patienten, bei denen infolge von Wirbelsäulenverschleiß der Wirbelkanal verengt ist, und bei denen eine Überstreckung der Halswirbelsäule nach hinten dazu führt, dass das Rückenmark zwischen den vorgeknickten Ligamenta flava auf der Rückseite und knöchernen Vorsprüngen der Wirbelkörper auf der Vorderseite eingequetscht wird, oder um jüngere Patienten, deren Wirbelsäule infolge beträchtlicher Gewalteinwirkung destabilisiert wurde, wobei es durch dislozierten Wirbelkörperbruch oder Bandscheibenvorfall zur Rückenmarkskompression kommt.

## Ursache
Als wesentliche Ursachen werden die Syringomyelie, Tumoren des Rückenmarkes (Stiftgliome), Myelomalazie im Versorgungsbereich der Arteria spinalis anterior sowie Trauma mit Hämatomyelie.

## Klinische Erscheinungen
Klinische Kriterien sind:.
- schlaffe Parese mit Muskelatrophie in Höhe der geschädigten Vorderhörner
- Blasen-, Mastdarmstörungen, verminderte Durchblutungsregulation, trophische Hautstörungen (Seitenhörner und Seitenstränge)
- unterhalb spastische Paresen (Pyramidenbahn)
- dissoziierte Sensibilitätsstörung (Hinterhörner, Commissura anterior, Tractus spinothalamicus lateralis)

## Diagnose
Die Diagnose ergibt sich aus den neurologischen Befunden zusammen mit der Bildgebung: Röntgenaufnahmen der Wirbelsäule, besonders der HWS, Computertomographie und Magnetresonanztomographie.

## Therapie
Die Behandlung ist je nach zugrundeliegender Ursache unterschiedlich, bei traumatischen Läsionen ist die Prognose bei konservativer Behandlung meist gut.